# 進教之佑學校
進教之佑學校（英語：Mary Help of Christians Primary School，1962年－1979年），是昔日港島東區的一所政府資助小學，由瑪利諾修會於1962年創立及管理；其後於1973年轉由天主教香港教區管理。

## 歷史
1961年，原位於柴灣邨18座天台的柴灣海星小學由於得到香港政府的資助搬遷到柴灣邨24座地下後，騰空出來的18座天台校舍政府並未即時收回，在有心人士的資助下，瑪利諾修會於1962年在18座天台創立進教之佑學校。1969年學校全盛時期共開16班，超過600名學生及20位教職員。根據1969年10月3日出版的《香港政府憲報》第4號特別副刊記載，學校於1969-70學年度的學費為港幣3元。另外根據天主教香港教區1978年手冊記載，當時學校共有10班。學校由創校至停辦為止均以半日制模式辦學，直至1979年，學校因香港政府宣佈清拆重建柴灣邨18座而停辦。
學校停辦後，轉職到柴灣海星小學的原進教之佑學校教職員將不少學校照片帶到那裡去，多年以後更在2010年7月10日柴灣天主教海星小學最後一屆畢業典禮暨開放日中於該校地下大堂的其中一塊壁佈板上展出。

## 歷任校長

### 上午校
- 蕭偉山先生（1962－1977）
- 鄭光翔先生（1977－1979，結校後轉職至柴灣海星小學下午校並降任主任）

### 下午校
- 蕭偉山先生（1962－1977）
- 鄭光翔先生（1977－1979，結校後轉職至柴灣海星小學下午校並降任主任）

## 歷任校監
- 文顯榮神父[3][4]（Rev. Stephen B. Edmonds, MM, MBE，1962－1967）
- 陶成章神父[5]（1967－1979）

## 外部連結
- 天主教海星堂堂區歷史 （页面存档备份，存于）